# Max Klett
Max Klett (* 1893; † 11. März 1955 in Böblingen) war ein deutscher Unternehmer sowie Kommunalpolitiker.

## Leben

### Herkunft und Privatleben
Max Klett wurde im Jahr 1893 als eines von sechs Kindern von Anna Klett geboren. Bei der Firma Lenz ging er in die kaufmännische Lehre.

### Unternehmer
Im Jahr 1905 eröffnete Anna Klett in Böblingen ein Lebensmittelgeschäft, welches der Sohn Max durch den Vertrieb der Waren auf den Dörfern unterstützte. Im Jahr 1915 übernahm Max Klett die Leitung des Unternehmens, eröffnete im Jahr 1925 eine erste Filiale und integrierte ab 1928 ein Reformhaus. Nach dem Tod des Unternehmers im Jahr 1955 übernahm seine Witwe Else Klett die Unternehmensführung, bald unterstützt von ihrer Tochter Helga sowie ihrem Schwiegersohn Josef Nowak.

### Kommunalpolitiker in Böblingen
Als einer der ehemaligen Vorsitzenden der lokalen Sozialdemokraten wurde Max Klett von 1933 bis 1937 als passiver Widerstand eingestuft. 1936 wurden er und seine Genossen von der Sturmabteilung denunziert. Von 1948 bis zum gesundheitlich bedingten Ende 1953 gehörte Max Klett dem Stadtrat der Stadt Böblingen an. Daneben war Max Klett Mitglied des Ortsschulrates.